# 群青ソード
『群青ソード』（GUNJYO SWORD）は、野口友梨子による日本の青年漫画作品である。
「ミラクルジャンプ」（集英社）にて2011年No.1より連載を開始、同年No.6終了。単行本は全1巻。主な舞台は幕末だが、当時の技術ではありえないメカなども登場する。

## あらすじ
学園のアイドル・桂木京子に憧れる高校3年生の望月凛。しかし彼は暗闇でモノを見ることができる「青梟眼」という能力を持っていた。突如現れた、神に不抜の刀・「苑之妃雀」を渡され幕末（慶応3年、1867年）へタイムスリップさせられる。

## 登場人物
望月 凛（もちづき りん）
本作の主人公。冴えない都立高校3年生で18歳。成績も悪く、特技も趣味も無し、彼女もいない。冷めた性格で傷つきたくないから無関心というスタンスを取っている。茶髪。「青梟眼」のため、暗闇でも全てのモノが見え、「苑之妃雀」を使うことができる。
天螺莝臣梟月大神（てんらざじんさづきのおおかみ）
梟の姿で凛の前に現れ、「苑之妃雀」を渡し幕末へ導いた日本古来の神。凛以外には姿が見えない。本人は「さっちゃん」と呼ばれるのを希望している。

### 現代の人物
桂木京子（かつらぎ きょうこ）
凛と同じクラスの女子生徒。表向きは成績も性格も良く、部活は料理部という学園のアイドル。胸元に蝶の形のアザがある。誰にも言えない秘密がある。
ハセガワ（はせがわ）
女子に人気の日本史教諭。毎週金曜日に「ヤリ公園」で京子とカーセックスをしている。

### 幕末の登場人物

#### 梟月党
攘夷思想を持つ侍の集団。開国後の異人の横暴をやめさせるために結党し、「護剣卿」が現れるのを待っていた。
東堂 景俊（とうどう けいしゅん）
梟月党の党首。武家の生まれで翠の兄。25歳。生真面目で挑発に乗りやすい。
仙流院 義敦（せんりゅういん よしあつ）
明るく子供っぽく話しやすい30歳。勘が鋭い。
井守（いかみ）
鍛えられた筋肉にまかせて素手で戦う。頑固な性格。25歳。
天助（てんすけ）
右目を前髪で隠している無口な男。鎖の付いた小太刀で戦う。
良（りょう）
白い肌と薄い色の眼をした少女。異人との間に生まれ、いじめを受けていた。雪の中、満身創痍な所に梟月党と会い、その後同行し戦う。鍵付きの大きな面で顔を隠し、面から髭のように長い白髪が出ていたため「虚無僧のじーさん」と呼ばれていた。笛状の武器を使う。
東堂 翠（とうどう すい）
景俊の妹。景俊不在の際に目の前で両親を殺され言葉を喋る事ができなくなった。

#### その他の人物
京菊（きょうぎく）
異人専用の出張遊郭で働く遊女。京子の5代前の先祖で、同じ蝶形のアザがある。
ロローリエ・ペイパー
京菊を囲っている遊郭船の艦長。日本語が堪能でげっぷ癖がある。
ガシェット・クロニア
浅黒い肌をした異人の男。左手に「手装銃」「鉤爪」などを装備する。日本語は話せるが、女言葉を習得している。遊郭船の建造に反対していた東堂の両親を闇討ちして殺した。
Dr．ピーポー
異国のマッドサイエンティスト。一太刀で1000人を狩る兵器「千断ちの剣」を作るため、良質な鋼（主に日本刀）を大量に集めている。

## 用語解説
護剣卿（ごけんきょう）
「苑之妃雀」を抜けるとされる伝説の人物。日本の危機に現れ、外威から国を救うとされる。
青梟眼（せいきょうがん）
暗闇でもはっきりとモノが見える能力。まれに青い眼光を放つ。
苑之妃雀（えんのきじゃく）
どんな力でも抜けない不抜の秘剣。刀を振ることで特殊な線状の孔に空気が通り何千倍にも増幅され、風を起こすとされる。かつてこの刀を抜いた人物も青梟眼を持っており神風を起こした。
槍ヶ山公園（やりがやまこうえん）
通称「ヤリ公園」。暗めの照明が人気のデートスポット。

## 舞台
本作品は、2011年の東京都の架空施設および幕末（慶応3年、1867年）の江戸を舞台としている。

## 単行本
YJコミックスより刊行。全1巻。
単行本の帯には師匠大暮維人からのコメントが記載されている。
1. 2012年4月19日発売 ISBN 978-4-08-879273-6